# Dora Marsden

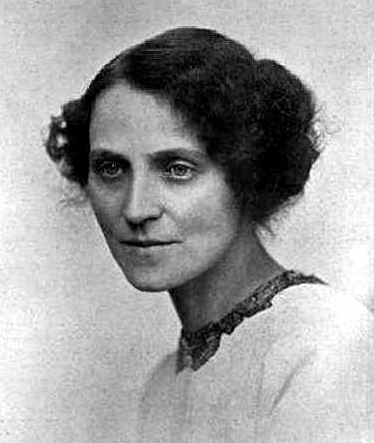
Dora Marsden, portret z 1912

Dora Marsden (ur. 5 marca 1882 w Marsden, zm. 13 grudnia 1960 w Dumfries) – angielska feministka; wydawczyni awangardowych pism literackich; autorka dzieł filozoficznych.
W latach 1914–1919 Dora Marsden wydawała miesięcznik literacki „The Egoist”.